# Catho
Catho é um site brasileiro de classificados de empregos, fundada em 1977. Sua sede fica localizada em Barueri, no estado de São Paulo. O site permite que candidatos enviem currículos mediante cadastro na plataforma.

## História
A marca Catho foi inaugurada por Thomas Case em maio de 1977, com a criação da Catho Recolocação de Executivos, a primeira empresa a atuar nesse segmento no Brasil.
Logo após, foi criada a Case Consultores, oferecendo serviços de recrutamento e seleção. Em 1996, foi criada a Catho, a primeira versão do site que continha currículos dos clientes da Catho Recolocação, além de oferecer testes online e programação de cursos presenciais. Depois, a Catho passou a oferecer o anúncio de currículos e de vagas de emprego, iniciando um modelo de negócios adotado até hoje.[carece de fontes?]
Em maio de 2012, sob o comando da Seek, a Catho anunciou seu novo CEO, Claus Vieira. Em sua governança, Claus determinou que todos os membros da gestão assinassem um código de ética e o FCPA, que prepara a empresa para a provável abertura de capital.
Em julho de 2014, Eduardo Thuler assumiu a posição de novo CEO da Catho, substituindo Claus Vieira, que ocupou o cargo por dois anos. Em 2019, O então diretor de operações Fernando Morette, assumiu o cargo de CEO com a saída de Thuler em 2018.

## Problemas com a justiça

### Furto de currículos
Em abril de 2002, a Catho foi indiciada judicialmente, acusada de invadir banco de dados de suas concorrentes Gelre e Curriculum para roubar currículos e dados de usuários. Segundo as investigações, gerentes e funcionários da Catho planejaram e executaram a captura de dados dos sites de outras empresas e desenvolveram programas de computador para copiar currículos de sites concorrentes. Foram encontrados ainda e-mails trocados por colaboradores da Catho em que eles afirmam que seu trabalho é "roubar currículos".

A Catho por sua vez defendeu-se alegando que rejeita a sua participação em um possível roubo de dados. De acordo com o jurista Ronaldo Lemos da Silva Junior, a Catho agiu dentro da legalidade e a ação promovida pela Curriculum não possui fundamento e seria decidida em juízo.⁣ Além disso, alegou que as informações estavam em domínio público, justificando sua ação ao compará-la à existência de spammers que comercializam listas de endereços de e-mail.
Em 2009, a Catho foi condenada pela 33.ª Vara Cível de São Paulo a pagar uma indenização de 13.623.950,00 reais por "prática desleal" contra a Gelre. O valor da indenização foi calculado com base no preço mensal de R$ 50 cobrados pela Catho para armazenar currículos em seu sistema.
Em 2011, a Catho foi novamente condenada pela 33.ª Vara Cível de São Paulo a pagar uma indenização de 21.828.250,00 reais por "prática desleal" contra a Curriculum. O valor da indenização também foi calculado com base no preço mensal de 50 reais cobrados pela Catho para armazenar currículos em seu sistema.
Em 2012, os dois processos judiciais que investigavam roubo de dados de concorrentes foram encerrados através de acordo judicial.

### Divergência em número de vagas
Em 2008, a Catho foi notificada pelo Ministério Público Federal devido à divergência entre o número de vagas anunciadas e as realmente existentes no banco de dados da empresa. Foi firmado então um Termo de Ajustamento de Conduta (TAC) para que a empresa evitasse que vagas associadas a mais de um perfil fossem contadas mais de uma vez.
Em 2008, a Catho foi acusada por um ex-funcionário devido à divergência entre o número de vagas anunciadas e as realmente existentes no banco de dados da empresa. O Ministério Público avaliou e considerou improcedente a denúncia recebida, embora tenha constatado divergência em razão de procedimento de atualização. Foi firmado então um Termo de Ajustamento de Conduta (TAC) para que a empresa evitasse que vagas associadas a mais de um perfil fossem contadas mais de uma vez, entre outras obrigações., como estabelecer em no contrato de prestação de serviços, no material publicitário e no site que a "promoção dos 7 dias gratuitos" exigia a contratação do serviço.

### Vazamento de dados
No dia 10 de junho de 2020, a empresa comunicou seus usuários e a imprensa da invasão de dados de seus usuários, incluindo login, nomes, endereços, e-mail, data de nascimento e senha. Apesar do impacto mínino, com a empresa confirmando o impacto em 195 usuários, toda a base de usuários da Catho recebeu o informe, e as senhas foram redefinidas.

## Investidores
No ano de 2006, a Tiger Management, empresa privada de gestão de investimentos norte-americana, adquiriu as ações da Brasil Online, holding detentora da Catho e da Manager Online. Dois anos após, em novembro de 2008, a SEEK, grupo líder mundial em recrutamento online por valorização de mercado, sediada em Melbourne, Austrália, entrou no negócio buscando ampliar sua participação em regiões estratégicas e comprou 30% das ações.5
Em 2012, a SEEK aumentou sua participação para 51% das ações da Brasil Online, controlando a Catho e a Manager Online. E em 2016, a SEEK adquiriu 100% das ações. Atualmente, as duas marcas (Catho e Manager) atuam de forma independente, embora tenham uma sede compartilhada desde agosto de 2014.

## Prêmios
Durante sua história, a Catho recebeu diversos prêmios. Entre eles estão:
- Prêmio Época ReclameAQUI 2017[22]
- Prêmio Época ReclameAQUI 2016[23]
- Prêmio Fornecedores de Confiança 2016[24]
- 100 melhores Fornecedores para RH 2015[25]
- 100 melhores Fornecedores para RH 2014[26]
- Prêmio TOP of Mind Estadão de RH 
  - Indicado para o Top 5 - Site para Recrutamento 2014[27]
- Prêmio TOP of Mind (Estadão de RH)
  - 2013 - Vencedor na Categoria Site para Recrutamento.[28]
- Prêmio Fornecedores de Confiança (Editora Segmento)"
  - 2012 – Vencedor na edição.[29]
- Top of Mind Estadão de RH (Fênix Editora / Estadão)"
  - 2012 – Vencedor na Categoria Site para Recrutamento.[30]
  - 2010 – Vencedor da Categoria Site para Recrutamento[31]
- Melhores Fornecedores para RH (Editora Gestão & RH)"
  - 2013 – Vencedor entre as 100 melhores fornecedoras
  - 2012 – Vencedor entre as 10 melhores fornecedoras
  - 2011 – Vencedor entre as 10 melhores fornecedoras
  - 2010 – Vencedor entre as 10 melhores fornecedoras
  - 2009 – Vencedor entre as 100 melhores fornecedoras
  - 2007 – Vencedor entre as 100 melhores fornecedoras[32]
- Prêmio Security Leaders (Revistas Decision Report e Risk Report)"
  - 2010 - Vencedor na Categoria de RH.[33]
  - 2011 - Vencedor na Categoria de RH
- Prêmio Corporativo (Congresso Nacional de Gestão Corporativa)
  - 2010 - Vencedor na categoria Empresa de Educação a Distância (e-learning)[34]
  - 2010 - Vencedor na categoria Site para Recrutamento[34]